# Erez Markovich
Erez Markovich (in ebraico ארז מרקוביץ'‎?; Eilat, 10 luglio 1978) è un ex cestista israeliano.
Alto 208 cm, giocava come centro.

## Carriera
Nel 2005 e nel 2007 è stato convocato per disputare gli Europei con la maglia della Nazionale israeliana.

## Palmarès
- Coppa di Israele: 2

Hapoel Gerusalemme: 2006-07, 2007-08
- Coppa di Lega israeliana: 1

Hapoel Gerusalemme: 2008